# Nicolò Rovella
Nicolò Rovella (4. prosinec 2001 Segrate, Itálie) je italský fotbalista, který hraje na pozici obránce za italský klub Lazio a za italskou reprezentaci.

## Přestupy
- z Janov do Juventus za 26 300 000 Euro

## Statistiky
| Sezóna          | Klub            | Liga            | Liga   | Liga | Domácí poháry | Domácí poháry | Domácí poháry | Kontinentální poháry | Kontinentální poháry | Kontinentální poháry | Celkem | Celkem |
| Sezóna          | Klub            | Soutěž          | Zápasy | Góly | Soutěž        | Zápasy        | Góly          | Soutěž               | Zápasy               | Góly                 | Zápasy | Góly   |
| --------------- | --------------- | --------------- | ------ | ---- | ------------- | ------------- | ------------- | -------------------- | -------------------- | -------------------- | ------ | ------ |
| 2019/20         | Janov           | Serie A         | 2      | 0    | IP            | 1             | 0             | -                    | 0                    | 0                    | 2      | 0      |
| 2020/21         | Janov           | Serie A         | 20     | 0    | IP            | 2             | 0             | -                    | 0                    | 0                    | 22     | 0      |
| 2021/22         | Janov           | Serie A         | 21     | 0    | IP            | 1             | 0             | -                    | 0                    | 0                    | 22     | 0      |
| Celkem za Janov | Celkem za Janov | Celkem za Janov | 43     | 0    | -             | 4             | 0             | -                    | 0                    | 0                    | 47     | 0      |
| 2022            | Juventus        | Serie A         | 3      | 0    | IP            | 0             | 0             | -                    | 0                    | 0                    | 3      | 0      |
| 2022/23         | Monza           | Serie A         | 25     | 1    | IP            | 2             | 0             | -                    | 0                    | 0                    | 27     | 1      |
| 2023/24         | Lazio           | Serie A         | 23     | 0    | IP+IS         | 3+1           | 0             | LM                   | 3                    | 0                    | 30     | 0      |
| 2024/25         | Lazio           | Serie A         | 33     | 0    | IP            | 2             | 0             | EL                   | 9                    | 0                    | 44     | 0      |
| Celkem za Lazio | Celkem za Lazio | Celkem za Lazio | 56     | 0    | -             | 6             | 0             | -                    | 12                   | 0                    | 74     | 0      |
| Celkově         | Celkově         | Celkově         | 127    | 1    | -             | 12            | 0             | -                    | 12                   | 0                    | 151    | 1      |

## Úspěchy

### Reprezentační
- 2× na ME 21 (2021, 2023)